# Nuits d'Europe
Pour plus de détails, voir Fiche technique et Distribution.
Nuits d'Europe dont le titre original est Europa di notte est un film documentaire italo-français réalisé par Alessandro Blasetti en 1958 et sorti en 1959.
Avec ce film qualifié à l'époque de genre « érotique », le réalisateur italien anticipe la vague des Mondo.
On peut noter à l'affiche du film, certaines vedettes parmi lesquelles la chanteuse Raffaella Carrà qui va bénéficier quelques années plus tard, d'une belle carrière dans la chanson de variété et au cinéma. En complément, le groupe vocal américain The Platters apparaît aussi dans ce long-métrage et le chanteur français Henri Salvador interprète la chanson « Dans mon île », laquelle va inspirer les artistes brésiliens qui vont créer quelques mois plus tard, le genre musical bossa nova.

## Synopsis
Ce documentaire présente un aperçu de la vie nocturne à  Rome, Paris, Londres, Madrid, Vienne, Bruxelles et d'autres villes d'Europe, avec des artistes et diverses personnalités. Des séquences spectaculaires et diverses attractions le plus souvent musicales, se succèdent sur les scènes que le documentaire a choisi de filmer lors des représentations noctunes.

## Histoire
Ce film fait apparaître tous types d'artistes de « variétés » et de Music-hall parmi lesquels on peut noter les Clowns Rasetlli et le Cirque Togni, le chanteur rock Eddie Gray, l'humoriste et mime prestidigitateur Mac Ronay, la chanteuse américaine Gloria Jones, l'artistre transgenre Coccinelle, les voix de Louis Ducreux (narrateur) et d'André Roussin (commentateur) ainsi que la partition musicale de la composititrice française Mireille.
En 1958, Henri Salvador interprète cette version d'origine du disque à la guitare, sous la forme d'une samba dont le tempo est très ralenti, avec des harmonies riches dans ce long métrage italien. Ce film est projeté au Brésil au printemps 1959 et vu par plusieurs musiciens de Rio de Janeiro qui avertissent notamment Antônio Carlos Jobim, bien avant que cette cette chanson ne devienne populaire et rende Savador particulièrement célèbre dans ce pays.
À ce titre, Henri Salvador est considéré au Brésil, comme l'un des inspirateurs de cette musique bossa nova et sa chanson devient très populaire. Ainsi, à sa mort en 2008, le ministre et célèbre artiste brésilien Gilberto Gil déclare qu'il « est l'un des chantres de la bossa-nova »,. En 2023, le film documentaire intitulé « Face B comme bossa, l'autre histoire d'Henri Salvador » confirme que cette chanson a bien participé aux influences de ce style musical, à la fin des années 1950. L'un des artistes cofondateurs du genre, Roberto Menescal, délare à Salvador dans ce documentaire : « Sans toi, la Bossa Nova aurait de toute façon existé mais sans toi, elle n’aurait pas du tout été la même ».

## Fiche technique
- Titre italien : Europa di notte
- Réalisation : Alessandro Blasetti
- Scénario : Gualtiero Jacopetti et Ennio De Concini
- Production : Avers Film[10]
- Photographie : Gábor Pogány
- Musique : José Padilla, Carlo Savina
- Montage : Mario Serandrei
- Durée : 102 minutes
- Type : Technicolor
- Dates de sortie :
  - Italie : 26 février 1959
  - France : 30 septembre 1959

## Distribution
- Domenico Modugno
- Carmen Sevilla
- Alba Arnova
- Armando Calvo
- Raffaella Carrà
- Eddie Gray
- The Platters
- Henri Salvador
- Gustavo Rojo
- Coccinelle
- Louis Ducreux : narrateur (version française)
- Henry Morgan : narrateur (version anglaise)